# Neuradaceae
Famille
Classification APG III (2009)
La famille des Neuradacées (Neurodaceae) regroupe des plantes dicotylédones ; elle comprend une dizaine d'espèces réparties en trois genres.
Ce sont des plantes herbacées annuelles, velues, à croissance sympodiale et à feuilles alternes très découpées que l'on rencontre dans les milieux arides des régions tempérées à subtropicales du bassin méditerranéen jusqu'à l'Inde.

## Étymologie
Le nom vient du genre type Neurada, dont l’origine est obscure.
Ni Linné, ni Jussieu, qui proposa la famille des « Neuradées », ne nous renseignent sur cette étymologie.
Le nom est peut-être dérivé du grec νεύρων / nevron, « nerf, tendon ».
Le mot νευρασ / neuras est aussi le nom en grec d’une plante connue sous le nom de « poterium », que Dioscoride décrivait comme « un grand arbuste aux branches longues, molles, en forme de sangles (flexibles) et délicates semblables à celles de la tragacanthe ( actuel genre Astragalus, Fabaceae) ».

## Classification
La classification phylogénétique situe cette famille dans l'ordre des Malvales.

## Liste des genres
Selon Angiosperm Phylogeny Website (16 octobre 2016), NCBI (16 octobre 2016) et DELTA Angio (16 octobre 2016) :
- Grielum (en)
- Neurada (en)
- Neuradopsis (es)

## Liste des espèces
Selon NCBI (16 octobre 2016) :
- genre Grielum
  - Grielum humifusum
- genre Neurada
  - Neurada procumbens
- genre Neuradopsis
  - Neuradopsis austroafricana